# Alisa Poret
Alisa (Alisa-Jekaterina-Ada) Ivanovna Poret (russe : Алиса (Алиса-Екатерина-Ада) Ивановна Порет, née le 13 avril selon le calendrier julien (ou le 26 avril 1902 selon le calendrier grégorien) à Saint-Pétersbourg et morte le 15 février 1984 à Moscou) est une artiste peintre et illustratrice russo-soviétique,,.   

## Biographie
La mère d'Alisa Poret est Cecilia Karlowna Reinholdsen (1880–1971) issue d’une famille suédoise naturalisée. Son père, Ivan Adamovich Poret (1870–1924) est médecin et pharmacien à l'hôpital de l'usine Poutilov de Saint-Pétersbourg. Son frère, Viktor Ivanovitch Poret (1906-1973), devient médecin militaire.
Alisa Poret fréquente l'annenschule (en) de Saint-Pétersbourg de 1911 à 1918. Ensuite, elle fréquente un cours préparatoire d'un an à l'école d'art NK Roerich de Petrograd et commence ses études en 1920. En 1921, elle est acceptée sans examen à l'Institut supérieur artistique et technique (Vkhutein) et étudie avec Alexander Savinov et Kouzma Petrov-Vodkine. Avec son œuvre Four at the Table (Players), elle obtient son diplôme en 1925. Elle commence à illustrer des livres pour enfants. En 1926, elle rejoint l'Association des artistes de Vkhutein et épouse l'historien de l'art Arkady Matveyevich Pappe, décédé en janvier 1927.
À partir de la fin de 1926, Poret travaille dans l'atelier de Pavel Filonov. En 1927, elle fonde l'Association des Maîtres de l'Art Analytique (MAI) des Étudiants et Amis de Filonov, avec laquelle elle reprend la conception artistique de la Maison de la Presse de Leningrad sous la direction de Filonov. Des peintures sont créées par paires pour cette exposition. Ainsi, Poret et Tatiana Glebova créent une fresque sur la toile de laquelle la bande de Poret représente les Mendiants et les Sans-abri et la bande de Glebova La Prison. Cette exposition du MAI est un grand succès. La Prison de Glebova se trouve au musée Thyssen-Bornemisza de Madrid, tandis que Les Mendiants et les sans-abri de Poret est une propriété privée. En 1931, Poret et Glebova peignirent la Maison de profil (appelée aussi Profil de notre maison), qui fut très appréciée par Filonov. Durant cette période, seuls quelques tableaux ont été créés, car les peintures selon la technique Filonov étaient très complexes. Alisa ne réalise plus beaucoup d'œuvres de chevalet, car la technique du point de Filonov est extrêmement exigeante en termes de main-d'œuvre et c'est à cette époque qu'elle peint des aquarelles : Sans titre (visage oublié) un portrait de Sokolov (1926), Seliger (1929), Formule de la famille Glebov (1929), Hokusai (1929-1931), Infirmière avec un enfant, Jardin d'été, Famille italienne, Chasseurs, etc.
En 1928, Alisa Poret travaille pour la maison d'édition de livres pour enfants DetGis. Avec Glebova, elles conçoivent environ 16 livres puis travaillent pour les magazines pour enfants Igel et Zeisig. Durant cette période 1928-1932, elle fait la connaissance de Daniil Harms, dont elle illustrera ses poèmes et les nouvelles qu'en 1980. En 1931, le photographe Pavel Mokijewski prend une série d'images photographiques. Harms participe à une des séries Mariages inégaux avec deux photos prises avec Glebova et deux photos avec Poret. Lorsque Harms revint à Leningrad après son arrestation en décembre 1931, condamné à trois ans de camp et exilé à Koursk en 1932, il développe une profonde affection pour Alisa Poret, comme il l'écrit ouvertement dans ses notes quotidiennes.
En 1932, Poret et treize collègues du MAI reprirent la conception artistique du livre Kalevala, qui fut publié en 1933 par la maison d'édition Academia de Leningrad. En 1934, la collaboration avec Tatiana Glebova prend fin.
En 1933, Poret épouse l'artiste Piotr Pavlovitch Snopkov (1900-1942) (ils divorceront en 1936) mettant un terme brutalement à sa relation avec Harms, y compris dans leur relation artistique. En 1937, Poret épouse le compositeur Boris Maisel (ils divorceront en 1961). Pendant le blocus de Leningrad, elle est évacuée vers Sverdlovsk dans l'est de l’Ukraine (1942). En 1944, elle revient à Leningrad puis déménage à Moscou en 1945. Elle découpe sa part du tableau Maison de profil et l'emporte avec elle. L'emplacement de cette partie reste inconnu (la partie du tableau appartenant à Glebova a été donnée par ses héritiers au Musée d'art de Yaroslavl en 1989).
Après la guerre, Alisa Poret crée plus de 200 tableaux. Dans les années 1960 et 1970, elle peint des portraits d'après des photographies des années 1930, comme l'autoportrait L'artiste et son modèle (1958) et les portraits de Kirill Struve (1964), Daniil Harms ou Pavel Filonov (1966). Elle a peint des portraits fantastiques de l'Éternel ruisseau d'or (1962), de Velimir Khlebnikov (1965), d'Albert Einstein (1971) et de Pablo Picasso, âgé de 90 ans (1973). Elle interpréte Sara Doluchanova (1967) et les sœurs Lisizian, Karina et Rusanna (filles du baryton Pavel Lisitsian (en), 1970). Elle illustre des livres pour enfants jusqu'aux années 1980, notamment la première édition russe de Winnie l'ourson (1960).
Dans les années 1970, Poret écrit ses mémoires dont des passages paraissent peu crédibles sur Alexandre Vvedensky et Daniil Harms. En 1980, ils seront publiés par Wladimir Iosifowitsch Glozer  comme anecdotes littéraires. Jakow Semjonowitsch Druskin et LS Lipawski considéreront que les souvenirs de Poret sont faux.
En 1974, la première exposition de ses œuvres a lieu à la Maison de l'architecte de Moscou. En 1980, une exposition Poret a été organisée à l'Union des artistes de Moscou. Ses œuvres ont été acquises par divers musées ( Nukus, Petrozavodsk, Arkhangelsk, Tbilissi ).

## Œuvres
La période la plus significative de l'œuvre d'Alisa Poret est celle où elle a travaillé sous la direction de Filonov, de 1926 à 1935. C'est au cours de cette période que les meilleures œuvres de l'artiste ont été peintes.